# Bacia Murray-Darling

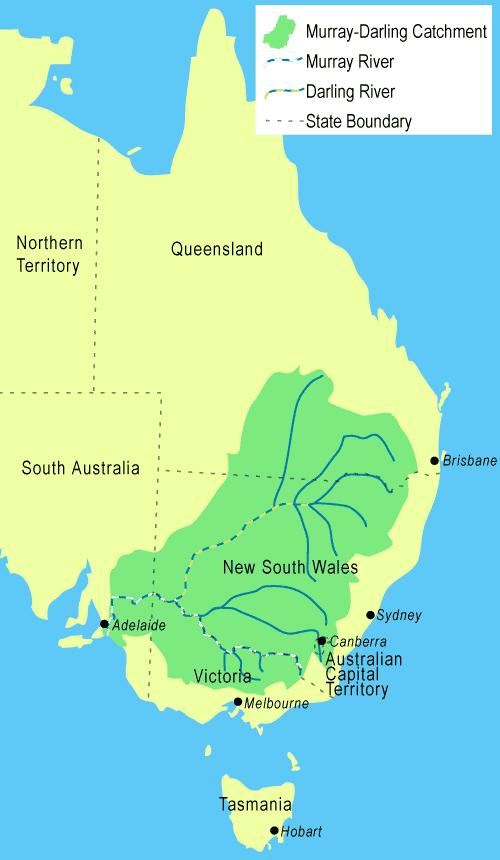
Bacia Murray-Darling.

A Bacia Murray-Darling tem 3.370 quilómetros de comprimento, drena um sétimo das terras australianas, e é, actualmente, a mais importante área agrícola na Austrália. O nome da bacia é obtido a partir dos seus dois grandes rios, o rio Murray e do rio Darling. 
A maior parte dos 1.061.469 km² é plana e recebe pouca precipitação. Contém muitos rios que tendem a fazer um escoamento longo e lento.
- O governo australiano se comprometeu ontem a investir 3,1 bilhões de dólares australianos (US$2,9 bilhões, ou R$ 4,93 bilhões) para comprar de volta a água dos rios que os fazendeiros utilizam parairrigação. O projeto busca revitalizar a mais importante bacia hidrográfica do país, que tem sofrido com secasrecordes.O investimento é o gasto mais caro de um plano de dez anos orçado em 12,9 bilhões de dólares australianos(US$ 12,1 bilhões, ou R$ 20,6 bilhões). O projeto busca reduzir a perda de água e melhorar seuaproveitamento em fazendas e cidades do país"Mudanças climáticas significam que a maioria das cidades australianas terão menos água, e não podemosmais confiar na água da chuva local para nos fornecer água potável", disse em um comunicado Penny Wong,ministro para a Mudança Climática e Água do país.O projeto é focado na bacia do Murray-Darling, no sudeste australiano. Nesta área está a maior parte dasfazendas irrigadas do país.Todas as grandes cidades australianas enfrentam problemas com a diminuição da água potável disponível.Segundo Wong, a previsão de chuvas para a região da bacia do Murray-Darling para o ano que vem "não éboa".A seca na Austrália, na principal da região produtora de alimentos, o sistema fluvial Murray-Darling, tempiorado ao longo dos últimos dois anos, prejudicando a produção de alimentos e trazendo sérios prejuízos àeconomia. Por Henrique Cortez, doEcoDebate, com Agências.A seca já prejudica, seriamente, várias culturas irrigadas, tais como arroz, uvas e horticultura. O trigo, emprincípio, terá uma redução de produção, mas a safra não está totalmente perdida, porque depende, em grandeparte, de chuvas durante períodos específicos.A precipitação, até agora, é suficiente para sustentar uma forte esperança para a colheita de trigo, mas não osuficiente para permitir a reconstituição das águas subterrâneas, o que preocupa os agricultores para apróxima safra.O registro da seca, que tem dominado grande parte do país na última década, é a pior em 117 anos, com uma“mortalidade” de 80% de eucalipto, devastando uma região tão grande como a França e a Alemanha juntas.As chuvas de julho mantiveram viva a esperança de uma boa colheita de trigo, estimada em 23,7 milhões detoneladas, de acordo com o Australian Bureau of Agricultural and Resource Economics (ABARE). A colheitado ano passado foi de apenas 13,0 milhões de toneladas.O sistema fluvial Murray-Darling é responsável por 41% da agricultura na Austrália, gerando US$ 21 bilhõescom as exportações de produtos agrícolas para a Ásia e o Oriente Médio. Cerca de 70% da agricultura irrigadaausraliana vem da bacia. A seca já causou prejuízos estimados em US$ 20 bilhões, desde 2002.Em agosto, a precipitação foi abaixo da média e a vazão nas barragens e rios, durante o mês, era de apenas275 gigalitros (GL), menos de um quinto da média de longo prazo, estimada em 1.550 GL